# 1986年の日本シリーズ
1986年の日本シリーズ（1986ねんのにっぽんシリーズ、1986ねんのにほんシリーズ）は、1986年10月18日から10月27日まで行われたセ・リーグ優勝チームの広島東洋カープとパ・リーグ優勝チームの西武ライオンズによる第37回プロ野球日本選手権シリーズである。

## 概要
西武ライオンズと広島東洋カープの対戦。西武の前身球団（西鉄→太平洋クラブ→クラウンライター）時代を含め、日本シリーズ史上初の組み合わせとなった。
日本標準時子午線以西で創立した球団同士の日本シリーズも史上初となった。
森祇晶監督率いる西武ライオンズと阿南準郎監督率いる広島東洋カープの対決。森、阿南の両監督とも就任1年目で、西武は近鉄と、広島は巨人と、ともにシーズン終盤まで厳しい優勝争いを制したチーム同士の対決となった。
開幕第1戦は延長14回引き分けとなったが、広島が第2戦から3連勝し日本一に王手をかける。しかし、西武は第5戦に延長12回裏に投手の工藤公康がサヨナラヒットを打って勝利し、第6戦も先発の渡辺久信の好投で勝利し、第7戦も3-1で広島を下して対戦成績を3勝3敗のタイに持ち込む。そして、日本シリーズ史上初めて第8戦が行われ、西武が広島を3-2で下し、3年ぶり6度目の日本一を達成。1958年の西鉄（西武の前身）以来日本シリーズ史上2度目の「3連敗からの4連勝」となった。
前年から日本シリーズにも指名打者制が導入されたが隔年方式だったため、この年は指名打者制はなかった。

## 試合結果
| 日付                                 | 試合   | ビジター球団（先攻） | スコア | ホーム球団（後攻） | 開催球場           |
| ------------------------------------ | ------ | -------------------- | ------ | ------------------ | ------------------ |
| 10月18日（土）                       | 第1戦  | 西武ライオンズ       | 2 - 2  | 広島東洋カープ     | 広島市民球場       |
| 10月19日（日）                       | 第2戦  | 西武ライオンズ       | 1 - 2  | 広島東洋カープ     | 広島市民球場       |
| 10月20日（月）                       | 移動日 | 移動日               | 移動日 | 移動日             | 移動日             |
| 10月21日（火）                       | 第3戦  | 広島東洋カープ       | 7 - 4  | 西武ライオンズ     | 西武ライオンズ球場 |
| 10月22日（水）                       | 第4戦  | 広島東洋カープ       | 3 - 1  | 西武ライオンズ     | 西武ライオンズ球場 |
| 10月23日（木）                       | 第5戦  | 広島東洋カープ       | 1 - 2x | 西武ライオンズ     | 西武ライオンズ球場 |
| 10月24日（金）                       | 移動日 | 移動日               | 移動日 | 移動日             | 移動日             |
| 10月25日（土）                       | 第6戦  | 西武ライオンズ       | 3 - 1  | 広島東洋カープ     | 広島市民球場       |
| 10月26日（日）                       | 第7戦  | 西武ライオンズ       | 3 - 1  | 広島東洋カープ     | 広島市民球場       |
| 10月27日（月）                       | 第8戦  | 西武ライオンズ       | 3 - 2  | 広島東洋カープ     | 広島市民球場       |
| 優勝：西武ライオンズ（3年ぶり6回目） |        |                      |        |                    |                    |

### 第1戦
|                | 1 | 2 | 3 | 4 | 5 | 6 | 7 | 8 | 9 | 10 | 11 | 12 | 13 | 14 | R | H  | E |
| -------------- | - | - | - | - | - | - | - | - | - | -- | -- | -- | -- | -- | - | -- | - |
| 西武ライオンズ | 0 | 1 | 0 | 1 | 0 | 0 | 0 | 0 | 0 | 0  | 0  | 0  | 0  | 0  | 2 | 9  | 0 |
| 広島東洋カープ | 0 | 0 | 0 | 0 | 0 | 0 | 0 | 0 | 2 | 0  | 0  | 0  | 0  | 0  | 2 | 10 | 0 |

1. ［西］：東尾（8回1/3）、渡辺（4回2/3）、松沼雅（1回）
2. ［広］：北別府（8回）、清川（0回1/3）、川端（5回）、津田（0回2/3）
3. 本塁打
［広］：小早川1号ソロ（9回・東尾）、山本浩1号ソロ（9回・東尾）
4. 審判
［球審］山本文
［塁審］前川（一）、田中（二）、藤本（三）
［外審］福井（左）、村田（右）
5. 試合時間：4時間32分

#### スターティングオーダー
| 西武 | 西武 | 西武       |
| 打順 | 守備 | 選手       |
| ---- | ---- | ---------- |
| 1    | [遊] | 石毛宏典   |
| 2    | [左] | 金森永時   |
| 3    | [三] | 秋山幸二   |
| 4    | [一] | 清原和博   |
| 5    | [右] | ブコビッチ |
| 6    | [中] | 田尾安志   |
| 7    | [捕] | 伊東勤     |
| 8    | [投] | 東尾修     |
| 9    | [二] | 辻発彦     |

| 広島 | 広島 | 広島       |
| 打順 | 守備 | 選手       |
| ---- | ---- | ---------- |
| 1    | [遊] | 高橋慶彦   |
| 2    | [右] | 山崎隆造   |
| 3    | [一] | 小早川毅彦 |
| 4    | [左] | 山本浩二   |
| 5    | [中] | 長嶋清幸   |
| 6    | [三] | 衣笠祥雄   |
| 7    | [二] | 正田耕三   |
| 8    | [捕] | 達川光男   |
| 9    | [投] | 北別府学   |

西武は2回、ブコビッチの二塁打と2つの四死球で無死満塁と北別府学を攻め、伊東勤の併殺打の間に清原和博がホームインして先制。4回には1死2、3塁から伊東がスクイズを決め、追加点を挙げた。一方、意外にもシリーズ初先発となる東尾修（過去3度のシリーズでは、当時の広岡達朗監督の方針によりロングリリーフを担当していた）に8回まで零封されていた広島は、9回一死から小早川毅彦、山本浩二の連続本塁打で同点。既にこの年限りの現役引退を表明していた39歳の山本は、この同点本塁打について「狙いどおり。ここはアウトコースのスライダーを右方向へ運ぼうと思ったんや。体力的によかったら違う打ち方もあったかもしれんけど、あのときはひと振りで決めなければ、次に同じところにきても絶対打てんなと思った。集中力、決断。勇気全てがそろった一発やったね。あれはワシの集大成やったと思う」と語っている。延長戦は両チームとも救援投手が踏ん張り、結局延長14回引き分けに終わった。
公式記録関係（日本野球機構ページ）

### 第2戦
|                | 1 | 2 | 3 | 4 | 5 | 6 | 7 | 8 | 9 | R | H | E |
| -------------- | - | - | - | - | - | - | - | - | - | - | - | - |
| 西武ライオンズ | 0 | 0 | 1 | 0 | 0 | 0 | 0 | 0 | 0 | 1 | 4 | 0 |
| 広島東洋カープ | 0 | 0 | 0 | 2 | 0 | 0 | 0 | 0 | X | 2 | 6 | 0 |

1. ［西］：工藤（7回）、市村（0回0/3）、松沼雅（1回）
2. ［広］：大野（9回）
3. 勝利：大野（1勝）
4. 敗戦：工藤（1敗）
5. 本塁打
［西］：秋山1号ソロ（3回・大野）
6. 審判
［球審］村田
［塁審］福井（一）、前川（二）、田中（三）
［外審］五十嵐（左）、久保田（右）
7. 試合時間：2時間44分

#### スターティングオーダー
| 西武 | 西武 | 西武       |
| 打順 | 守備 | 選手       |
| ---- | ---- | ---------- |
| 1    | [遊] | 石毛宏典   |
| 2    | [中] | 西岡良洋   |
| 3    | [三] | 秋山幸二   |
| 4    | [一] | 清原和博   |
| 5    | [右] | ブコビッチ |
| 6    | [左] | 大田卓司   |
| 7    | [二] | 辻発彦     |
| 8    | [捕] | 伊東勤     |
| 9    | [投] | 工藤公康   |

| 広島 | 広島 | 広島       |
| 打順 | 守備 | 選手       |
| ---- | ---- | ---------- |
| 1    | [遊] | 高橋慶彦   |
| 2    | [右] | 山崎隆造   |
| 3    | [一] | 小早川毅彦 |
| 4    | [左] | 山本浩二   |
| 5    | [三] | 衣笠祥雄   |
| 6    | [中] | 長嶋清幸   |
| 7    | [二] | 正田耕三   |
| 8    | [捕] | 達川光男   |
| 9    | [投] | 大野豊     |

3回秋山幸二のバックスクリーンに叩き込む豪快な本塁打で西武が先制したが、広島は4回、2死2、3塁から正田耕三がレフト線へ2点タイムリー二塁打を放ち、逆転。リードを貰った広島先発の大野豊は5回先頭打者の石毛宏典に安打を許したのを最後に1人の走者も出さず、1点差を守り切り完投した。
公式記録関係（日本野球機構ページ）

### 第3戦
|                | 1 | 2 | 3 | 4 | 5 | 6 | 7 | 8 | 9 | R | H  | E |
| -------------- | - | - | - | - | - | - | - | - | - | - | -- | - |
| 広島東洋カープ | 0 | 0 | 0 | 1 | 3 | 0 | 1 | 2 | 0 | 7 | 11 | 2 |
| 西武ライオンズ | 0 | 1 | 0 | 0 | 0 | 0 | 3 | 0 | 0 | 4 | 6  | 1 |

1. ［広］：長冨（5回0/3）、川端（2回）、津田（2回）
2. ［西］：郭（4回2/3）、市村（0回0/3）、石井（0回1/3）、松沼雅（2回）、渡辺（1回）、川本（1回）
3. 勝利：長冨（1勝）
4. セーブ：津田（1S）
5. 敗戦：郭（1敗）
6. 本塁打
［西］：石毛1号2ラン（7回・川端）
7. 審判
［球審］久保田
［塁審］五十嵐（一）、福井（二）、前川（三）
［外審］山本文（左）、藤本（右）
8. 試合時間：3時間10分

#### スターティングオーダー
| 広島 | 広島 | 広島       |
| 打順 | 守備 | 選手       |
| ---- | ---- | ---------- |
| 1    | [遊] | 高橋慶彦   |
| 2    | [右] | 山崎隆造   |
| 3    | [一] | 小早川毅彦 |
| 4    | [左] | 山本浩二   |
| 5    | [中] | 長嶋清幸   |
| 6    | [三] | 衣笠祥雄   |
| 7    | [二] | 正田耕三   |
| 8    | [捕] | 達川光男   |
| 9    | [投] | 長冨浩志   |

| 西武 | 西武 | 西武       |
| 打順 | 守備 | 選手       |
| ---- | ---- | ---------- |
| 1    | [遊] | 石毛宏典   |
| 2    | [中] | 岡村隆則   |
| 3    | [三] | 秋山幸二   |
| 4    | [一] | 清原和博   |
| 5    | [右] | ブコビッチ |
| 6    | [左] | 金森永時   |
| 7    | [二] | 辻発彦     |
| 8    | [捕] | 伊東勤     |
| 9    | [投] | 郭泰源     |

西武は郭泰源、広島は長冨が先発し、西武は2回裏、先頭打者の西武清原が左前安打で出塁、二死の後辻の適時左前打で先制する。広島は郭に3回までで5三振を喫しパーフェクトに抑えられていたが、4回表に先頭の高橋慶が四球、二死の後4番山本浩に適時打で同点に追いつく。続く5回表、広島は先頭の衣笠が詰まりながら右前安打で出塁、正田の犠打の後達川が右線二塁打で逆転、右翼手ブコビッチの返球が達川に当たり逸れる間に達川は三塁に進塁、続く長冨の左犠飛で達川が生還、さらに高橋慶、山崎隆と連打で郭は降板、代わった市村から小早川が適時打でこの回3点目を挙げる。さらに広島は7回表先頭の達川が右安打、二死の後山崎隆の右越三塁打で追加点を挙げ5-1とするが、その裏西武は石毛の2点本塁打などで5-4と1点差に迫る。しかし8回表、広島は二死の後四球、安打、死球で満塁とし、代打長内の2点適時打で7-4と突き放し、8回裏から登板した抑えの津田が、1四球こそ与えたものの3三振を奪い無安打に抑えて広島が連勝。一方西武は前年の日本シリーズから本拠地西武球場で4連敗となった。
公式記録関係（日本野球機構ページ）

### 第4戦
|                | 1 | 2 | 3 | 4 | 5 | 6 | 7 | 8 | 9 | R | H | E |
| -------------- | - | - | - | - | - | - | - | - | - | - | - | - |
| 広島東洋カープ | 0 | 1 | 0 | 0 | 0 | 0 | 0 | 0 | 2 | 3 | 5 | 1 |
| 西武ライオンズ | 0 | 0 | 0 | 0 | 0 | 0 | 0 | 1 | 0 | 1 | 7 | 0 |

1. ［広］：金石（7回1/3）、津田（1回2/3）
2. ［西］：松沼博（6回）、松沼雅（1回1/3）、永射（0回1/3）、石井（0回1/3）、渡辺（1回）
3. 勝利：津田（1勝1S）
4. 敗戦：渡辺久（1敗）
5. 審判
［球審］藤本
［塁審］山本文（一）、五十嵐（二）、福井（三）
［外審］村田（左）、田中（右）
6. 試合時間：3時間22分

#### スターティングオーダー
| 広島 | 広島 | 広島       |
| 打順 | 守備 | 選手       |
| ---- | ---- | ---------- |
| 1    | [遊] | 高橋慶彦   |
| 2    | [右] | 山崎隆造   |
| 3    | [一] | 小早川毅彦 |
| 4    | [左] | 山本浩二   |
| 5    | [中] | 長嶋清幸   |
| 6    | [三] | 衣笠祥雄   |
| 7    | [二] | 正田耕三   |
| 8    | [捕] | 達川光男   |
| 9    | [投] | 金石昭人   |

| 西武 | 西武 | 西武     |
| 打順 | 守備 | 選手     |
| ---- | ---- | -------- |
| 1    | [遊] | 石毛宏典 |
| 2    | [中] | 岡村隆則 |
| 3    | [三] | 秋山幸二 |
| 4    | [一] | 清原和博 |
| 5    | [左] | 大田卓司 |
| 6    | [右] | 西岡良洋 |
| 7    | [二] | 辻発彦   |
| 8    | [捕] | 伊東勤   |
| 9    | [投] | 松沼博久 |

西武は松沼兄、広島は金石が先発。2回表、広島は二死から正田が右線二塁打で出塁、西武は続く達川を敬遠し金石と勝負するが、金石が右前適時打を放ち広島が先制。しかし3回以降広島は8回まで松沼兄以下西武の4投手に僅か1安打に抑えられる。西武は8回裏、代打田尾が左前安打で出塁後盗塁、続く石毛の適時打でようやく同点に追いつく。しかし9回表、西武5番手渡辺久が安打、四球、野選で無死満塁、一死の後、山崎隆に押し出しの四球、小早川に犠飛で2点を与え、9回裏は連投の津田が1安打無失点に抑え3連勝で日本一に王手をかけた。西武は後がなくなると同時に、前年から続く日本シリーズ本拠地西武球場での連敗が5に伸びた。
公式記録関係（日本野球機構ページ）

### 第5戦
|                | 1 | 2 | 3 | 4 | 5 | 6 | 7 | 8 | 9 | 10 | 11 | 12 | R | H | E |
| -------------- | - | - | - | - | - | - | - | - | - | -- | -- | -- | - | - | - |
| 広島東洋カープ | 0 | 0 | 0 | 0 | 0 | 0 | 1 | 0 | 0 | 0  | 0  | 0  | 1 | 8 | 1 |
| 西武ライオンズ | 0 | 0 | 1 | 0 | 0 | 0 | 0 | 0 | 0 | 0  | 0  | 1x | 2 | 8 | 1 |

1. ［広］：北別府（11回1/3）、津田（0回0/3）
2. ［西］：東尾（9回）、工藤（3回）
3. 勝利：工藤（1勝1敗）
4. 敗戦：北別府（1敗）
5. 審判
［球審］田中
［塁審］村田（一）、山本文（二）、五十嵐（三）
［外審］久保田（左）、前川（右）
6. 試合時間：3時間42分

#### スターティングオーダー
| 広島 | 広島 | 広島       |
| 打順 | 守備 | 選手       |
| ---- | ---- | ---------- |
| 1    | [遊] | 高橋慶彦   |
| 2    | [右] | 山崎隆造   |
| 3    | [一] | 小早川毅彦 |
| 4    | [左] | 山本浩二   |
| 5    | [中] | 長嶋清幸   |
| 6    | [三] | 衣笠祥雄   |
| 7    | [二] | 正田耕三   |
| 8    | [捕] | 達川光男   |
| 9    | [投] | 北別府学   |

| 西武 | 西武 | 西武       |
| 打順 | 守備 | 選手       |
| ---- | ---- | ---------- |
| 1    | [中] | 田尾安志   |
| 2    | [左] | 金森永時   |
| 3    | [遊] | 石毛宏典   |
| 4    | [一] | 清原和博   |
| 5    | [右] | ブコビッチ |
| 6    | [三] | 秋山幸二   |
| 7    | [二] | 辻発彦     |
| 8    | [捕] | 伊東勤     |
| 9    | [投] | 東尾修     |

先発は西武は東尾、広島は北別府と、ともに第1戦と同じとなった。西武は打順を変え、1番に前日代打で安打を放った田尾、前日まで1番だった石毛を3番にする。西武は3回裏、二死無走者から田尾、金森、石毛の連打で先制。東尾に6回まで散発3安打に抑えられていた広島は7回表、先頭の長嶋が右前安打で出塁、犠打で二塁に進み、二死となった後、打者達川の場面で三盗、その際西武捕手伊東が悪送球したため長嶋は本塁生還、同点に追いつく。9回表裏、両チームとも走者2人を出し得点を狙うが両先発が踏ん張りいずれも追加点ならず、試合は今シリーズ2度目の延長戦に突入。延長12回裏、西武は四球で出塁した辻を伊東が送り一死二塁から、10回から登板し5三振を奪っていた投手の工藤公康に打順が回るが、西武森監督は「ベンチに残っていた投手と比較すると工藤のほうが広島打線を抑える可能性が高い」と、更なる延長を覚悟して工藤をそのまま打席に送った。工藤はこの試合で広島の捕手・達川に死球を与えていることから「内角を突いてくる」と読み、カウント0-1から広島津田の2球目のストレートを「イチ、ニッ、サンで振ったら当たった（工藤）」打球はライト線を破るサヨナラヒット。日本シリーズの投手によるサヨナラ安打は、奇しくも今シリーズと同じ3連敗4連勝で決着した1958年の、これも第5戦で稲尾和久が放ったサヨナラ本塁打以来28年ぶり2度目だった。日本シリーズでのサヨナラゲームは1983年第6戦（金森のサヨナラヒット）以来3年ぶり史上22度目で、西武の日本シリーズでのサヨナラ勝ちも3年ぶり史上4度目（西鉄時代を含む）となった。しかし工藤は後日サヨナラ直後の場面について「なんか僕、悪いことしたのかなと思いましたよ」「グラウンドではみんな喜んでくれたんですが、ロッカーに戻ったら、みんなシーンとして暗い。何で広島まで行って胴上げ見なきゃいけないんだって」と回顧している。
なお、翌年のシリーズからパ・リーグ出場球団の本拠地球場開催試合に限り指名打者（DH）制度が採用され、パ球団所属の投手が打席に立つ機会は基本的にセ・リーグ主催試合の表の攻撃に限定されるため、日本シリーズのパ球団所属投手によるサヨナラ打は、それから30年後の2016年の日本シリーズ第3戦で大谷翔平がサヨナラヒットを放つまでなかった。
この事例は、投手登録である大谷がDHで先発出場し、試合終了まで投手のポジションには就かなかった事例であるため、パ球団所属投手がサヨナラ打を放ち、かつそのまま勝利投手となった事例は、この工藤以降出ていない。
上記の通り、翌年からパリーグ主催試合は指名打者制が採用されたため、パリーグの球場で9人制が利用されるケースは一旦消滅した。このケースは、2014年のセ・パ交流戦までなかった。
公式記録関係（日本野球機構ページ）

### 第6戦
|                | 1 | 2 | 3 | 4 | 5 | 6 | 7 | 8 | 9 | R | H | E |
| -------------- | - | - | - | - | - | - | - | - | - | - | - | - |
| 西武ライオンズ | 0 | 1 | 0 | 1 | 0 | 0 | 1 | 0 | 0 | 3 | 8 | 0 |
| 広島東洋カープ | 0 | 0 | 0 | 0 | 1 | 0 | 0 | 0 | 0 | 1 | 6 | 2 |

1. ［西］：渡辺（6回）、工藤（3回）
2. ［広］：大野（6回1/3）、川端（1回2/3）、小林（1回）
3. 勝利：渡辺（1勝1敗）
4. セーブ：工藤（1勝1敗1S）
5. 敗戦：大野（1勝1敗）
6. 本塁打
［西］：大田1号ソロ（2回・大野）、清原1号ソロ（4回・大野）
［広］：長嶋1号ソロ（5回・渡辺）
7. 審判
［球審］前川
［塁審］久保田（一）、村田（二）、山本文（三）
［外審］藤本（左）、福井（右）
8. 試合時間：2時間39分

#### スターティングオーダー
| 西武 | 西武 | 西武     |
| 打順 | 守備 | 選手     |
| ---- | ---- | -------- |
| 1    | [二] | 辻発彦   |
| 2    | [右] | 西岡良洋 |
| 3    | [遊] | 石毛宏典 |
| 4    | [一] | 清原和博 |
| 5    | [左] | 大田卓司 |
| 6    | [中] | 秋山幸二 |
| 7    | [三] | 行沢久隆 |
| 8    | [捕] | 伊東勤   |
| 9    | [投] | 渡辺久信 |

| 広島 | 広島 | 広島       |
| 打順 | 守備 | 選手       |
| ---- | ---- | ---------- |
| 1    | [遊] | 高橋慶彦   |
| 2    | [右] | 山崎隆造   |
| 3    | [一] | 小早川毅彦 |
| 4    | [左] | 山本浩二   |
| 5    | [中] | 長嶋清幸   |
| 6    | [三] | 衣笠祥雄   |
| 7    | [二] | 正田耕三   |
| 8    | [捕] | 達川光男   |
| 9    | [投] | 大野豊     |

再び舞台は広島へ。広島の先発は第2戦で完投勝利の大野、西武は救援で度重なる失敗をしていた渡辺が先発で登板。西武は2回に大田卓司が先制ホームラン、4回には清原が日本シリーズ初ホームランで2点をリード。広島は5回に長嶋のホームランで1点を返すが、西武は7回、先頭の行沢久隆が内野安打で出塁、犠打で1死2塁のあと渡辺の代打広橋公寿が右前打を放ち、山崎のバックホームが逸れる間に2塁を狙った広橋を大野が刺そうとして悪送球となり、これで行沢が生還し貴重な3点目。西武は7回から登板の工藤が抑え、西武が逃げ切って対戦成績を2勝3敗まで戻した。
公式記録関係（日本野球機構ページ）

### 第7戦
|                | 1 | 2 | 3 | 4 | 5 | 6 | 7 | 8 | 9 | R | H  | E |
| -------------- | - | - | - | - | - | - | - | - | - | - | -- | - |
| 西武ライオンズ | 1 | 0 | 0 | 0 | 0 | 2 | 0 | 0 | 0 | 3 | 12 | 0 |
| 広島東洋カープ | 0 | 0 | 0 | 0 | 0 | 1 | 0 | 0 | 0 | 1 | 6  | 0 |

1. ［西］：松沼博（5回2/3）、郭（3回1/3）
2. ［広］：長冨（5回）、川端（0回1/3）、清川（1回2/3）、小林（2回）
3. 勝利：松沼博（1勝）
4. セーブ：郭（1敗1S）
5. 敗戦：長冨（1勝1敗）
6. 本塁打
［広］：長嶋2号ソロ（6回・松沼博）
7. 審判
［球審］福井
［塁審］藤本（一）、久保田（二）、村田（三）
［外審］田中（左）、五十嵐（右）
8. 試合時間：2時間55分

#### スターティングオーダー
| 西武 | 西武 | 西武       |
| 打順 | 守備 | 選手       |
| ---- | ---- | ---------- |
| 1    | [中] | 田尾安志   |
| 2    | [二] | 辻発彦     |
| 3    | [遊] | 石毛宏典   |
| 4    | [一] | 清原和博   |
| 5    | [左] | 大田卓司   |
| 6    | [三] | 秋山幸二   |
| 7    | [右] | ブコビッチ |
| 8    | [捕] | 伊東勤     |
| 9    | [投] | 松沼博久   |

| 広島 | 広島 | 広島       |
| 打順 | 守備 | 選手       |
| ---- | ---- | ---------- |
| 1    | [遊] | 高橋慶彦   |
| 2    | [右] | 山崎隆造   |
| 3    | [一] | 小早川毅彦 |
| 4    | [左] | 山本浩二   |
| 5    | [中] | 長嶋清幸   |
| 6    | [三] | 衣笠祥雄   |
| 7    | [二] | 正田耕三   |
| 8    | [捕] | 達川光男   |
| 9    | [投] | 長冨浩志   |

広島の先発は第3戦で勝利投手となった長富、西武の先発は第4戦の先発登板から中3日の松沼兄。前日の本塁打で乗っている清原がこの試合でも先制タイムリー。6回には秋山が2点タイムリー二塁打を放ち、3-0とリード。松沼兄は5回まで無失点に抑えていたが、6回、長嶋に2試合連続の本塁打を許すと、手堅く郭にスイッチ。郭は4三振を奪う力投で広島の反撃を抑え、3連敗後3連勝で対戦成績をタイにした。
公式記録関係（日本野球機構ページ）

### 第8戦
|                | 1 | 2 | 3 | 4 | 5 | 6 | 7 | 8 | 9 | R | H  | E |
| -------------- | - | - | - | - | - | - | - | - | - | - | -- | - |
| 西武ライオンズ | 0 | 0 | 0 | 0 | 0 | 2 | 0 | 1 | 0 | 3 | 10 | 0 |
| 広島東洋カープ | 0 | 0 | 2 | 0 | 0 | 0 | 0 | 0 | 0 | 2 | 4  | 0 |

1. ［西］：東尾（3回）、永射（1回）、渡辺（3回）、工藤（2回）
2. ［広］：金石（7回2/3）、清川（0回1/3）、津田（1回）
3. 勝利：渡辺（2勝1敗）
4. セーブ：工藤（1勝1敗2S）
5. 敗戦：金石（1敗）
6. 本塁打
［西］：秋山2号2ラン（6回・金石）
［広］：金石1号2ラン（3回・東尾）
7. 審判
［球審］五十嵐
［塁審］田中（一）、藤本（二）、久保田（三）
［外審］前川（左）、山本文（右）
8. 試合時間：2時間46分

#### スターティングオーダー
| 西武 | 西武 | 西武       |
| 打順 | 守備 | 選手       |
| ---- | ---- | ---------- |
| 1    | [中] | 田尾安志   |
| 2    | [二] | 辻発彦     |
| 3    | [遊] | 石毛宏典   |
| 4    | [一] | 清原和博   |
| 5    | [左] | 大田卓司   |
| 6    | [三] | 秋山幸二   |
| 7    | [右] | ブコビッチ |
| 8    | [捕] | 伊東勤     |
| 9    | [投] | 東尾修     |

| 広島 | 広島 | 広島       |
| 打順 | 守備 | 選手       |
| ---- | ---- | ---------- |
| 1    | [遊] | 高橋慶彦   |
| 2    | [右] | 山崎隆造   |
| 3    | [一] | 小早川毅彦 |
| 4    | [左] | 山本浩二   |
| 5    | [中] | 長嶋清幸   |
| 6    | [三] | 衣笠祥雄   |
| 7    | [二] | 正田耕三   |
| 8    | [捕] | 達川光男   |
| 9    | [投] | 金石昭人   |

史上初の第8戦は6、7戦の流れで広島で開催。西武・東尾、広島・金石の先発。3回、広島は投手・金石の2ラン本塁打で先制。西武は、6回、先頭の清原の中前安打の後、大田の遊ゴロを処理し2塁に入った後の高橋の悪送球で一塁に生きた走者を置いて、それまで32打数6安打.188と絶不調ながら直前の打席で左前安打を放っていた秋山が、初球を左中間へ2点本塁打し同点とした。「サヨナラホームランを打ったらやってみたかった」という秋山は、サヨナラではなかったが大事なところで出た値千金の一発の喜びをバック宙ホームインで表現した。そして8回、再び清原中前安打、大田の送りバント失敗で走者が入れ替わる6回と似た展開。今度は秋山を三直に抑えた金石だったが、続くブコビッチの打席で大田が意表を突く盗塁を決め二塁に進むと、ブコビッチが前進守備のセンターの頭上を越えるタイムリー二塁打を放ちついに西武が勝ち越し。西武は永射、渡辺とつなぎ、8回からこのシリーズ大活躍の工藤が登板。しかし工藤は8回裏、2四球を出し1死1･2塁とされ、大きなピンチを招いてしまう。流れが再び広島に傾きかけた。自らピンチを招いた工藤は、緊張してカチコチになっており、汗だくで唇は乾いていたと本人は述懐している。そんな顔面蒼白の工藤を励ましにマウンドに集まってきた石毛や辻も半ば冷やかすかのように笑いながら、声をかけていた。このとき、森監督は「打たれても同点やないか」と、笑いながらマウンドで語りかけている。再開後、工藤は山崎を中直に打ち取り、さらに2塁走者の代走今井譲二が飛び出していたため併殺となりピンチを切り抜ける。9回裏も代打小川達明を空振り三振、現役最終打席となる山本浩を三塁ゴロ、そして長嶋を遊ゴロに仕留め（3試合連続で最終打者が遊ゴロ）1点差を守り切り、西武が逆転で3年ぶりの日本一を達成した。試合終了後は引退する山本浩の胴上げがサプライズで行われた。
公式記録関係（日本野球機構ページ）

## 表彰選手
- 最高殊勲選手：工藤公康（西武）
  - 4試合登板（うちリリーフが3試合）して1勝1敗2セーブ、防御率1.20（投球回数15、自責点は2）。第5戦で津田から逆転日本一の足がかりとなるサヨナラヒット。
- 敢闘賞：達川光男（広島）
  - 打率.263（19打数5安打）、1打点。第3戦で2安打1打点でチームの勝利に貢献。
- 優秀選手賞：石毛宏典（西武）
  - 打率.297（37打数11安打）、2打点。第3戦で本塁打。
- 優秀選手賞：清原和博（西武）
  - 打率.355（31打数11安打）、2打点。第6戦で大野からシリーズ初本塁打。
- 優秀選手賞：津田恒実（広島）
  - 5試合登板して1勝0敗1セーブ。防御率0.00（投球回数5回1/3、自責点0）

※この大会で広島カープが優勝した場合は、球団の資本の関係でマツダから最優秀賞の自動車が贈呈され、トヨタ自動車からは賞金が贈呈される予定だったが、西武優勝であったためトヨタから自動車が贈呈された。

## テレビ・ラジオ中継

### テレビ中継
- 第1戦:10月18日（土）
  - 日本テレビ≪NNN系列・制作協力：広島テレビ（HTV）≫　
    - 実況：加藤進（HTV）　解説：村山実、池谷公二郎、堀内恒夫　ゲスト解説：長嶋茂雄、大石大二郎（近鉄）
    - リポーター：長藤光成（HTV・広島サイド）、多昌博志（日本テレビ（NTV）・西武サイド）
    - 放送時間:12:50[4] - 18:00（試合終了まで中継した関係で、『鶴ちゃんのプッツン5』（関東地方のみ）は50分短縮）。
- 第2戦:10月19日（日）
  - 中国放送（RCC）≪JNN系列≫
    - 実況：深山計　解説：大下剛史、田淵幸一（TBS）、小林繁（TBS）
    - リポーター：川島宏治（RCC・広島サイド、共同インタビュアー）、石川顕（TBS・西武サイド）、定岡正二（TBS）
- 第3戦:10月21日（火）
  - TBSテレビ≪JNN系列≫
    - 実況：石川顕　解説：張本勲、田淵幸一、小林繁
    - ゲスト解説：落合博満（ロッテ）　
    - リポーター：椎野茂（TBS・西武サイド、共同インタビュアー）、深山計（RCC・広島サイド）
    - ＜TBSのみ副音声・【西武ライオンズ熱烈応援放送】　実況：柄沢晃弘（TBS）、出光ケイ＞　
    - 試合開始が13時（JST）だった関係上、中継終了後に『花王 愛の劇場』、『妻そして女シリーズ』（毎日放送製作）、『昼の連続ドラマ』（中部日本放送製作）は時間を繰り下げて放送した。『3時にあいましょう』は休止となった。
- 第4戦:10月22日（水）
  - TBSテレビ≪JNN系列≫
    - 実況：林正浩　解説：張本勲、田淵幸一　ゲスト解説：落合博満

  - NHK総合テレビジョン
    - 実況：羽佐間正雄　解説：広岡達朗　ゲスト解説：山田久志（阪急）、鈴木孝政（中日）
    - リポーター：高山典久（西武サイド）、秋山浩志（広島サイド）
    - 試合開始が13時（JST）だった関係上、TBSは中継終了後に『花王 愛の劇場』、『妻そして女シリーズ』（毎日放送製作）、『昼の連続ドラマ』（中部日本放送製作）は時間を繰り下げて放送した。『3時にあいましょう』は休止となった。また、NHK総合は正午のニュースを5分短縮、連続テレビ小説『都の風』は30分繰り上げて放送したため、『ひるのプレゼント』は休止となった。
- 第5戦:10月23日（木）
  - フジテレビ≪FNN系列≫
    - 実況：松倉悦郎　ゲスト解説：古葉竹識、山田久志（阪急）、遠藤一彦（大洋）
    - リポーター：野崎昌一（フジテレビ・西武サイド、共同インタビュアー）、神田康秋（TSS・広島サイド）　
    - 放送時間:12:55 - 17:00（試合開始が13時（JST）だった関係上『笑っていいとも!』は12:55で終了となり、後座番組『ライオンのいただきます』『東海テレビ制作昼の帯ドラマ』『3時のあなた』は休止となった）
- 第6戦:10月25日（土）
  - テレビ新広島（TSS）・フジテレビ≪FNN系列・2社共同制作≫　
    - 実況：神田康秋　解説：大矢明彦（フジテレビ）　ゲスト解説：古葉竹識、落合博満
    - リポーター：笠間雅一（TSS・広島サイド）、福井謙二（フジテレビ・西武サイド、共同インタビュアー）
- 第7戦:10月26日（日）
  - 中国放送（RCC）≪JNN系列≫
    - 実況：深山計　解説：大下剛史、田淵幸一、小林繁　ゲスト解説：落合博満　
    - リポーター：川島宏治（RCC・広島サイド）、林正浩（TBS・西武サイド、共同インタビュアー）
- 第8戦:10月27日（月）
  - 日本テレビ≪NNN系列・制作協力：広島テレビ（HTV）≫
    - 実況：加藤進（HTV）　解説：池谷公二郎、堀内恒夫　ゲスト解説：落合博満
    - リポーター：長藤光成（HTV・広島サイド）、今井伊佐男（NTV・西武サイド、共同インタビュアー）　
    - 放送時間:12:50 - 16:25（試合開始が13:00（JST）だった関係上『お昼のワイドショー』は12:50で終了）

### ラジオ中継
- 第1戦:10月18日（土）
  - NHKラジオ第1　解説：広岡達朗　ゲスト解説：鈴木孝政（中日）
  - RCCラジオ（JRN・RCC制作）　実況：川島宏治　解説：大下剛史　リポーター：深山計（RCC）、林正浩（TBS）
  - TBSラジオ（独自）　実況：石川顕　解説：田淵幸一、小林繁　リポーター：深山計、林正浩
  - 文化放送（独自）　解説：豊田泰光 実況：戸谷真人
  - ニッポン放送（NRN）　実況：深澤弘　解説：関根潤三、穴吹義雄　リポーター：森中千香良
- 第2戦:10月19日（日）
  - NHKラジオ第1　解説：広瀬叔功　ゲスト解説：鈴木孝政
  - RCCラジオ（JRN・RCC制作）　実況：橋本裕之　解説：長谷川良平　リポーター：鈴木信宏（RCC）、林正浩（TBS）
  - TBSラジオ（独自）　実況：松下賢次　解説：張本勲、杉下茂　リポーター：鈴木信宏、林正浩
  - 文化放送（NRN）　解説：山崎裕之
  - ニッポン放送　実況：枇杷阪明　解説：土橋正幸　ゲスト解説：梨田昌孝（近鉄）　リポーター：森中千香良
- 第3戦:10月21日（火）
  - NHKラジオ第1　解説：川上哲治　ゲスト解説：梨田昌孝
  - TBSラジオ（JRN）　実況：林正浩　解説：田宮謙次郎　ゲスト解説：稲尾和久（ロッテ監督、この年で退任） リポーター：椎野茂（TBS）、川島宏治（RCC）　ネット裏特別リポーター：定岡正二
  - 文化放送（独自）　解説：黒江透修　ゲスト：小倉智昭
  - ニッポン放送（NRN）　実況：瀬戸将男　解説：江本孟紀　ゲスト解説：牛島和彦（中日、翌年からロッテに移籍） 　リポーター：森中千香良
  - ラジオ日本　解説：有本義明
- 第4戦:10月22日（水）
  - NHKラジオ第1　解説：鶴岡一人　ゲスト解説：山下大輔（大洋）
  - TBSラジオ（JRN）　実況：山田二郎　解説：杉下茂　ゲスト解説：稲尾和久
  - 文化放送（NRN）　解説：山崎裕之　ゲスト：ばんばひろふみ
  - ニッポン放送（独自）
    - 実況：深澤弘　解説：関根潤三　ゲスト解説：牛島和彦　リポーター：森中千香良

  - ラジオ日本　解説：中村稔
- 第5戦:10月23日（木）
  - NHKラジオ第1　解説：星野仙一　ゲスト解説：島田誠（日本ハム）
  - TBSラジオ（JRN）　実況：石川顕　解説：田淵幸一、小林繁
  - 文化放送（独自）　実況：菅野詩朗　解説：黒江透修　ゲスト：水島新司
  - ニッポン放送（NRN）　実況：宮田統樹　解説：大矢明彦　ゲスト解説：高野光（ヤクルト）　リポーター：森中千香良
  - ラジオ日本　解説：浅野啓司
- 第6戦:10月25日（土）
  - NHKラジオ第1　解説：藤田元司　ゲスト解説：香川伸行（南海）
  - RCCラジオ（JRN・RCC制作）
  - TBSラジオ（独自）　実況：松下賢次　解説：張本勲、田淵幸一　リポーター：深山計（RCC）、林正浩（TBS）
  - 文化放送（NRN）　実況：戸谷真人  解説：豊田泰光
  - ニッポン放送　実況：深澤弘　解説：大杉勝男　ゲスト解説：大石大二郎、梨田昌孝　リポーター：森中千香良
- 第7戦:10月26日（日）
  - NHKラジオ第1　解説：広岡達朗　ゲスト解説：山下大輔
  - RCCラジオ（JRN・RCC制作）
  - TBSラジオ（独自）　実況：石川顕　解説：田宮謙次郎、張本勲　リポーター：橋本裕之（RCC）、宮澤隆（TBS）
  - 文化放送　解説：山崎裕之
  - ニッポン放送（NRN）　実況：深澤弘　解説：関根潤三、江本孟紀
- 第8戦:10月27日（月）
  - NHKラジオ第1　解説：川上哲治、鈴木啓示
  - RCCラジオ（JRN・RCC制作）
  - TBSラジオ（独自）　実況：林正浩　解説：小林繁、田淵幸一　リポーター：深山計（RCC）、松下賢次（TBS）
  - 文化放送（NRN）　実況：戸谷真人　解説：豊田泰光
  - ニッポン放送　実況：深澤弘　解説：関根潤三、江本孟紀
  - ラジオ日本　解説：浅野啓司